# Wolfgang Paul
Wolfgang Paul (Lorenzkirch, 10 agosto 1913 – Bonn, 7 dicembre 1993) è stato un fisico tedesco che ricevette il Premio Nobel per la Fisica nel 1989.
Nel 1939 divenne ingegnere al Technische Hochschule di Charlottenburg.
Dal 1952 al 1993 fu professore di fisica sperimentale nell'Università di Bonn.
Dal 1965 al 1967 lavorò come direttore della divisione di Fisica nucleare nel CERN.
Durante la Seconda guerra mondiale, investigò sulla separazione degli isotopi, la quale è necessaria per produrre materiale fissile per l'uso nelle armi nucleari.
Suo figlio, Stephan Paul, è un professore di fisica sperimentale nell'Università tecnica di Monaco di Baviera.